# Clinton (Connecticut)
Pour les articles homonymes, voir Clinton.
Clinton est une ville située dans le comté de Middlesex, dans l'État du Connecticut aux États-Unis. Lors du recensement de 2010, Clinton avait une population totale de 13 260 habitants.

## Géographie
Selon le Bureau du recensement des États-Unis, la superficie de la ville est de 19,02 milles carrés (49,26 km2), dont 16,21 milles carrés (41,98 km2) de terres et 2,81 milles carrés (7,28 km2) de plans d'eau, soit 14,78 %.

## Histoire
Clinton devient une municipalité en 1836 en se séparant de Killingworth. Elle est nommée en l'honneur de DeWitt Clinton, maire et gouverneur de New York.

## Démographie
D'après le recensement de 2000, il y avait 13 094 habitants, 5 132 ménages, et 3 614 familles dans la ville. La densité de population était de 310,5 hab/km2. Il y avait 5 757 maisons avec une densité de 136,5 maisons/km2. La décomposition ethnique de la population était : 95,85 % blancs ; 0,57 % noirs ; 0,29 % amérindiens ; 1,13 % asiatiques ; 0,02 % natifs des îles du Pacifique ; 1,02 % des autres races ; 1,12 % de deux ou plus races. 3,99 % de la population était hispanique ou Latino de n'importe quelle race.
Il y avait 5 134 ménages, dont 33,4 % avaient des enfants de moins de 18 ans, 59,1 % étaient des couples mariés, 8,4 % avaient une femme qui était parent isolé, et 29,6 % étaient des ménages non-familiaux. 23,7 % des ménages étaient constitués de personnes seules et 8,7 % de personnes seules de 65 ans ou plus. Le ménage moyen comportait 2,55 personnes et la famille moyenne avait 3,04 personnes.
Dans la ville la pyramide des âges était 25,1 % en dessous de 18 ans, 5,8 % de 18 à 24, 31,1 % de 25 à 44, 26,7 % de 45 à 64, et 11,3 % qui avaient 65 ans ou plus. L'âge médian était 38 ans. Pour 100 femmes, il y avait 93,7 hommes. Pour 100 femmes de 18 ans ou plus, il y avait 91,4 hommes.
Le revenu médian par ménage de la ville était 60 471 dollars US, et le revenu médian par famille était $71 403. Les hommes avaient un revenu médian de $47 363 contre $34 983 pour les femmes. Le revenu par habitant de la ville était $26 080. 4,2 % des habitants et 2,0 % des familles vivaient sous le seuil de pauvreté. 4,8 % des personnes de moins de 18 ans et 3,9 % des personnes de plus de 65 ans vivaient sous le seuil de pauvreté.
| 1840  | 1850  | 1860  | 1870  | 1880  | 1890  |
| ----- | ----- | ----- | ----- | ----- | ----- |
| 1 239 | 1 344 | 1 427 | 1 404 | 1 402 | 1 384 |

| 1900  | 1910  | 1920  | 1930  | 1940  | 1950  |
| ----- | ----- | ----- | ----- | ----- | ----- |
| 1 429 | 1 274 | 1 217 | 1 574 | 1 791 | 2 466 |

| 1960  | 1970   | 1980   | 1990   | 2000   | 2010   |
| ----- | ------ | ------ | ------ | ------ | ------ |
| 4 166 | 10 267 | 11 195 | 12 767 | 13 094 | 13 260 |